# Fundacja im. Karoliny i Janusza Rostworowskich
Fundacja im. Karoliny i Janusza Małżonków Rostworowskich dla Ubogich Niewidomych – polska instytucja dobroczynna, działająca przy Urzędzie Miasta Warszawy na przełomie XIX i XX w. 
Została powołana do życia przez Janusza hr. Rostworowskiego i jego żonę Karolinę z Kofflerów 1° voto hr. Potocką w r. 1886, którzy przekazali dla niej sumę 105 000 rubli srebrem (w listach zastawnych Towarzystwa Kredytowego Ziemskiego). Jej zadaniem było finansowe wspieranie ubogich osób niewidomych - dwa razy w roku przyznawała zasiłek dla ok. 100 chorych. Zgodnie ze statutem, "prawo do otrzymywania wsparć" przysługiwało "tylko ubogim ociemniałym zamieszkałym" w Królestwie Polskim (a po r. 1918 na terenie byłego Królestwa), przy czym pierwszeństwo mieli mieszkańcy Warszawy, oraz ci, którzy byli "zupełnie biedni przed mającymi jakiekolwiek środki utrzymania", "nieuleczalni przed uleczalnymi", "starsi wiekiem przed młodszymi", "osoby rzymskokatolickiego wyznania przed osobami innych wyznań". Na czele komitetu Fundacji im. Rostworowskich stał prezydent Warszawy. Zaprzestała działalności w okresie międzywojennym.